# Krčava
Krčava est un village de Slovaquie situé dans la région de Košice.

## Histoire
Première mention écrite du village en 1302.

## Démographie

### Évolution de la population
| Année:               | 1994. | 2004.   | 2014.   | 2024.   |
| -------------------- | ----- | ------- | ------- | ------- |
| Nombre de personnes: | 449   | 437     | 420     | 434     |
| Différence:          |       | -2,67 % | -3,89 % | +3,33 % |

| Année:               | 2023. | 2024.   |
| -------------------- | ----- | ------- |
| Nombre de personnes: | 437   | 434     |
| Différence:          |       | -0,68 % |

## Politique
| Nom            | Parti politique         | Date de l'élection | Fin du mandat |
| -------------- | ----------------------- | ------------------ | ------------- |
| Mária Hreňková | ĽS-HZDS,SNS,KDH,SDKÚ-DS | 02.12.2006         | Déc. 2010     |